# Heeley
Heeley är en stadsdel i Sheffield, i distriktet Sheffield i grevskapet South Yorkshire, i England. Heeley var en civil parish 1880–1904 när blev den en del av Ecclesall. Civil parish hade 14 822 invånare år 1901.